# Okręg Nowogródek Armii Krajowej
Okręg Nowogródek AK (kryptonimy: „Lotnisko”, „Kurki”, „Cyranka”, „Nów”, „Las”, „Grzyb”) – jednostka terytorialno-organizacyjna Związku Walki Zbrojnej i Armii Krajowej, obejmująca teren zbliżony do przedwojennego województwa nowogródzkiego.

## Podstawowe informacje
Pierwsze próby zorganizowania Okręgu Nowogródek ZWZ, podejmowane od początku roku 1940, nie powiodły się. Właściwa działalność Okręgu rozpoczęła się po wybuchu wojny niemiecko-radzieckiej i zajęciu terenów wschodnich Rzeczypospolitej przez Niemców. Początkowo Okręg Nowogródek należał, obok Okręgu Białystok i Okręgu Polesie, do Obszaru Białostockiego AK, od połowy grudnia 1943 (formalnie od 24.03.1944 r.) funkcjonował jako okręg samodzielny. 12 czerwca 1944 r., przed operacją „Ostra Brama” został podporządkowany komendantowi Okręgu Wilno, zszedł więc do roli podokręgu.
W połowie 1944 r. siły oddziałów partyzanckich Okręgu liczyły 9 batalionów piechoty i kilka szwadronów kawalerii – ok. 7 – 8 tys. ludzi umundurowanych i dobrze uzbrojonych. Szacuje się, że w walkach na terenie okręgu poległo ok. 1600 partyzantów.
Granice Okręgu  pokrywały się początkowo z granicami przedwojennego województwa nowogródzkiego, ale w 1943 r. dokonano pewnych zmian. Pod dowództwo Okręgu Wilno przeszły miasto i gmina Wołożyn, natomiast na południu Okręg Nowogródek mógł (za zgodą Okręgu Polesie) rozciągnąć swą działalność aż po rzekę Prypeć. Siedzibą władz Okręgu była Lida. Funkcję Delegata Rządu na województwo nowogródzkie pełnili kolejno: Jan Trzeciak (ps. „Aleksander”) i Marian Jankowski (ps. „Habdank”).

## Charakterystyka terenu
Teren okręgu zamieszkiwała ludność kilku narodowości. Spis z 1921 r. podaje, że ludność polska w województwie nowogródzkim stanowiła 53,9%, tutejsi – wpisywani jako Białorusini 37,7%, żydowska 6,8% oraz 1,6% inna. Ludność polska przeważała na terenach na północ od Niemna, w powiatach Szczuczyn, Lida, Wołożyn i Stołpce, ludność białoruska w powiatach południowych, zwłaszcza na terenach wiejskich. W północno-zachodniej części powiatu lidzkiego nielicznie zamieszkiwali Litwini, zwłaszcza w gminach Koniawa i Raduń.
W czasie okupacji niemieckiej obszar dawnego województwa nowogródzkiego podzielony został między trzy jednostki administracyjne. Największy teren znalazł się w granicach Generalbezirk Weiss-Ruthenien należącego do Komisariatu Rzeszy Ostland. Północny skrawek województwa przyłączono do Generalbezirk Lithuanian (także części Komisariatu Rzeszy Ostland). Najważniejsza i najbardziej uciążliwa dla ludności była granica zachodnia – oddzielająca obszar należący do Bezirk Białystok, była to bowiem jednocześnie granica między Komisariatem Rzeszy Ostland a terenami włączonymi do Prus Wschodnich.
Na terenie Okręgu działały, poza siłami niemieckimi i skierowanymi tu przez Niemców oddziałami Rosyjskiej Armii Wyzwoleńczej, Białoruska Samopomoc Ludowa, bataliony Białoruskiej Obrony Krajowej oraz Białoruska Policja Pomocnicza, podlegająca Niemcom, ale częściowo zinfiltrowana, zwłaszcza w powiatach północnych, przez konspirację polską. Poważną siłę stanowiła partyzantka radziecko-żydowska. Największe zgrupowanie, liczące ok. 10 tys. ludzi, działało w Puszczy Nalibockiej. Poza nim istotne znaczenie miały oddziały w Puszczy Lipiczańskiej (5 tys.) i w Puszczy Rudnickiej (ok. 200). (Liczebność radzieckiej partyzantki według polskich szacunków.)

## Struktura organizacyjna

### Komenda i sztab okręgu
Komendanci:
- ppłk Janusz Prawdzic-Szlaski (ps. „Prawdzic”, „Borsuk”) do 26.06.1944 r. (odwołany)
- ppłk Adam Szydłowski (ps. „Poleszuk”) 26.06 -17.07.1944 r. (aresztowany przez Sowietów)
- ppłk Janusz Prawdzic-Szlaski (ps. „Prawdzic”, „Borsuk”) 17-19.07.1944 r. (bez nominacji, wyznaczony przez komendanta połączonych Okręgów Wilno i Nowogródek, przekazał komendę)
- ppłk Stanisław Sędziak (ps. „Warta”) 19.07-5.08.1944 r. (bez nominacji, wyznaczony przez poprzednika, przekazał komendę)
- mjr Maciej Kalenkiewicz (ps. „Kotwicz”) 5-21.08.1944 r. (wyznaczony przez poprzednika, depeszą z 18.08. oficjalnie mianowany przez KG AK, poległ w walce)
- ppłk Stanisław Sędziak (ps. „Warta”) 21.08. 1944 r. – listopad 1945 r. (wyznaczony przez poprzednika, depeszą z 29.08. mianowany przez KG AK p.o. komendanta, przekazał komendę)
- por./rtm. Jan Skorb (ps. „Puszczyk”, „Skorb”) listopad 1944 – kwiecień (lub maj) 1945 (p.o. komendanta)
- ppor. Ludwik Nienartowicz (ps. „Mazepa”) kwiecień – sierpień 1945

Adiutant komendanta: ppor. Zenon Batorowicz (ps. „Zdzisław”, „Chmara”)
Sztab okręgu (marzec 1943):
- Szef sztabu kpt./ppłk Stanisław Sędziak (ps. „Warta”, „Wicher”, „Oset”) od października 1942
- Szef oddziału I (organizacyjny) – kpt. Władysław Stawowski (ps. „Sawa”)
- Szef oddziału II (wywiad) – kpt. Bolesław Wasilewski (ps. „Bustromiak”)
- Szef oddziału III (operacyjny) – kpt./ppłk Stanisław Sędziak (ps. „Warta”, „Wicher”, „Oset”)
- Szef oddziału IV (kwatermistrzostwo) – kpt. Wacław Pecul (ps. „Krzysztof”)
- Szef oddziału V (łączność) – ppor./por. Józef Orechwo (ps. „Juz”), ppor. Stefan Kazimierczak (ps. „Kazik”) – po kwietniu 1944
- Szef oddziału VI (Biuro Informacji i Propagandy) – Stanisław Wawrzyńczyk (ps. „Ligenza”)
- Szef oddziału VII (saperzy) – por. Józef Łubikowski (ps. „Sybirak”)
- Szef kancelarii i oficer personalny – por. Józef Mamczyc (ps. „Spokojny”)
- Szef legalizacji – ppor. Stefan Fiedorowicz vel Teodorowicz (ps. „Stefan”)
- Szef duszpasterstwa – ks. ppłk Giedymin Pilecki (ps. „Długosz Kazimierz”)
- Szef służby sanitarnej – dr Bolesław Dziczkaniec (ps. „Nowogródzki”, „X”)

### Struktura terenowa

#### Listopad 1942
Początkowo teren Okręgu podzielony był na obwody (odpowiadające powiatom), rejony i placówki (odpowiadające gminom). Organizacja sił w Okręgu  w listopadzie 1942 r. wyglądała następująco:
- Inspektorat Rejonowy Północny – kpt. Władysław Stawowski (ps. „Sawa”)
  - I Obwód Szczuczyn Armii Krajowej (kryptonim „Łąka”) – komendant ppor. Kazimierz Krzywicki (ps. „Wiesław”)
  - II Obwód Lida Armii Krajowej (kryptonim „Bór”) – komendant ob. Olgierd Kuszelewski (ps. „Sulima”)
  - III Obwód Wołożyn Armii Krajowej (kryptonim „Brzoza”) – kpt. Stanisław Dedelis (ps. „Pal”)
- Inspektorat Rejonowy Środkowy – kpt. Mieczysław Ostrowski (ps. „Kartacz”)
  - IV Obwód Nowogródek Armii Krajowej (kryptonim „Stawy") – komendant ob. Ludwik Nienartowicz (ps. „Miedzianka”)
  - V Obwód Stołpce Armii Krajowej (kryptonim „Słup”) – komendant ppor. Aleksander Warakomski (ps. „Świr”)
- Inspektorat Rejonowy Południowy – kpt. Andrzej Wierzbicki (ps. „Józef")
  - VI Obwód Słonim Armii Krajowej (kryptonim „Piaski”) – komendant kpt. Mieczysław Ostrowski (ps. „Kartacz”)
  - VII Obwód Baranowicze Armii Krajowej (kryptonim „Puszcza”) – komendant kpt. Andrzej Wierzbicki (ps. „Józef”)
  - VIII Obwód Nieśwież Armii Krajowej (kryptonim „Strażnica”) – komendant por. Stanisław Winter (ps. „Stanley”)

#### 1943-1944
W ramach przygotowań do realizacji planu „Burza” w styczniu 1943 r. zastąpiono obwody ośrodkami:
- na południu ośrodki dywersyjno-partyzanckie:
  - Stołpce – ppor. Aleksander Warakomski (ps. „Świr”)
  - Nieśwież – por. Stanisław Winter (ps. „Stanley”)
  - Baranowicze – por. Andrzej Wierzbicki (ps. „Józef”)
  - Słonim (uśpiony)
  - Byteń (postulowany przez KG Armii Krajowej, nie utworzony)
- w części środkowej ośrodek partyzancki:
  - Nowogródek – por. „Szczerbic” (Mieczysław Szczerski)
- na północy ośrodki dywersyjno-partyzanckie:
  - Iwje – kpt. Stanislaw Dedelis (ps. „Pal”)
  - Lida – kpt. Władysław Stawowski (ps. „Sawa”)
  - Szczuczyn – ppor. Bojomir Tworzyański (ps. „Ostoja”), od stycznia 1944 Jan Piwnik (ps. „Ponury”), od czerwca 1944 r. ponownie „Ostoja”.

### Organizacja oddziałów partyzanckich 1944
Na początku 1944 r. dokonano reorganizacji oddziałów partyzanckich, tworząc z nich, zgodnie z planem odtwarzania w ramach Armii Krajowej jednostek przedwojennego Wojska Polskiego, bataliony i pułki. Według projektów siłami Okręgu Nowogródek miała zostać odtworzona dywizja piechoty (77., 78. i 80 pułk) oraz brygada kawalerii. Ostatecznie odtworzono:
- 77 pułk piechoty Armii Krajowej
- 78 pułk piechoty Armii Krajowej (tylko 1. batalion)
- 23 pułk ułanów Armii Krajowej (częściowo)
- 26 pułk ułanów Armii Krajowej (częściowo)
- 27 pułk ułanów Armii Krajowej

Faktycznie siły partyzanckie w polu podzielone były pod względem operacyjnym na zgrupowania:
Zgrupowanie Południe Okręgu Nowogródek AK – por. Józef Świda (ps. „Lech"), do 12 marca 1944 r., mjr Maciej Kalenkiewicz (ps. „Kotwicz”)
- 1., 4. i 8 batalion 77 pp., 26 pułk ułanów.

Zgrupowanie Północ Okręgu Nowogródek Armii Krajowej – por. Jan Borysewicz (ps. „Krysia”)
- 2. i 5. batalion 77 pp.

Zgrupowanie Wschód Okręgu Nowogródek Armii Krajowej – kpt. Stanisław Dedelis (ps. „Pal”)
- 3. i 6. batalion 77 pp.

Zgrupowanie Zachód Okręgu Nowogródek Armii Krajowej – por. Jan Piwnik (ps. „Ponury”) do 16.06.1944.
- 7 batalion 77 pp.

Zgrupowanie Stołpeckie Armii Krajowej – por. Adolf Pilch (ps. „Góra”, „Dolina”)
- 1 batalion 78 pp., 27 pułk ułanów, szwadron ckm 23 pułku ułanów.

## Działalność struktur konspiracyjnych
Organizowanie konspiracji w okręgu odbywało się równolegle do organizowania przez Niemców administracji okupacyjnej na tym terenie. Według szefa sztabu Okręgu od początku starano się obsadzić Polakami możliwie jak najwięcej stanowisk w administracji tworzonej przez okupanta. Celem takiego działania było zarówno wykorzystywanie tej administracji jako zaplecza (czasem narzędzia) działań konspiracyjnych, jak i stępienie jej represyjnego ostrza. Według szacunków szefa sztabu Okręgu w końcu 1943 r. w rękach członków AK była administracja obejmująca obszar ok. 1/3 województwa. Dotyczyło to zarządów miejskich, opieki społecznej, takich strategicznych z punktu widzenia działalności konspiracyjnej instytucji jak kolej, drukarnie i pracownie stempli, Zarząd Dróg i Lasów, a także (co specyficzne dla tego właśnie okręgu) typowych gdzie indziej narzędzi represji: policji białoruskiej, Zentral Handelsgesellschaft Ost.
Rok 1943 władze okręgu poświęciły przygotowaniom do osiągnięcia pełnej gotowości bojowej. Skupiono się na budowie systemów łączności, zdobywaniu uzbrojenia, a także umundurowania, ciepłej odzieży, obuwia, środków sanitarnych i źródeł żywności dla działających i planowanych oddziałów partyzanckich. Wydawano na terenie okręgu „Biuletyn Informacyjny”, komunikaty radiowe, a także lokalne pismo „Świt Polski” – biuletyn informacyjny ziemi nowogródzkiej.
Przy komendzie okręgu i komendach obwodów (potem także przy zgrupowaniach partyzanckich) działały Wojskowe Sądy Specjalne, których wyrokom, wobec słabości konspiracji cywilnej, podlegali, poza wojskowymi, także cywilni obywatele Rzeczypospolitej. Ferowały one wyroki również w sprawach dotyczących przestępstw pospolitych.

## Oddziały partyzanckie
Działalność polskich oddziałów partyzanckich obejmowała przede wszystkim tereny z przewagą ludności polskiej (także na wsiach), skupiała się zatem głównie na terenach na północ od Niemna (teren obwodów-ośrodków Szczuczyn, Lida, Iwje oraz Stołpce).
Już w 1942 r. rozpoczęły na terenie okręgu działania pierwsze oddziały partyzanckie. W obwodzie Szczuczyn operował oddział 301 dowodzony przez por. Jana Skorba (ps. 
„Puszczyk"). W 1943 r. pojawiły się kolejne: 
- 312 pod dowództwem Czesława Zajączkowskiego (ps. „Ragner”) w rejonie Bielicy,
- 321 pod dowództwem ppor. Zdzisława Bułak-Bałachowicza (ps. „Zdrój") w rejonie Ługomowicze, Traby, Juraciszki,
- 313 utworzony z części rozbudowanego w międzyczasie 301, a dowodzony przez ppor. NN (ps. „Sawka”),
- 314 ppor. Jana Borysewicza (ps. „Krysia”) w Obwodzie Lida,
- 341 ppor. Kazimierza Bobkowskiego (ps. „Michał”) w Obwodzie Baranowicze.

W październiku 1943 r. dotarł na te tereny z Podlasia Uderzeniowy Batalion Kadrowy Stanisława Karolkiewicza (ps. „Szczęsny”) a stopniowo także pozostałe oddziały Uderzeniowych Batalionów Kadrowych, które po scaleniu z AK podporządkowano komendzie Okręgu Nowogródek.
Liczebność oddziałów zwiększała się bardzo szybko – w końcu 1943 r. zorganizowane były one w bataliony tworzące pięć zgrupowań partyzanckich:
- Zgrupowanie Zachód działało na terenie ośrodka Szczuczyn, w rejonie Szczuczyna i Wasiliszek;
- Zgrupowanie Północ w północnej części ośrodka Lida, aż do granicy z Okręgiem Wilno;
- Zgrupowanie Południe (Nadniemeńskie) w południowej części ośrodka Lida, po obu stronach Niemna;
- Zgrupowanie Wschód w rejonie Iwie-Juraciszki-Subotniki-Traby (Ośrodek Iwje);
- Zgrupowanie Stołpeckie  w Puszczy Nalibockiej, odcięte od pozostałych oddziałów przez siły niemieckie i partyzantkę radziecką.

Na dużych obszarach wymienione oddziały sprawowały prawie wyłączną kontrolę nad terenem swego działania – Niemcy skupiali się na ochronie szlaków kolejowych, dróg i poszczególnych umocnionych placówek, zwłaszcza w miasteczkach. Umożliwiało to realizację jednego z głównych zadań partyzantów – ochrony ludności cywilnej. Polacy utrudniali, a na niektórych terenach całkowicie uniemożliwiali, ściąganie kontyngentów, chronili poza tym miejscową ludność przed poważnie dającą się jej we znaki partyzantką radziecką oraz bandyckimi napadami pospolitych przestępców. Podobnie jak w innych rejonach, oddziały partyzanckie na opanowanych przez siebie terenach stanowiły namiastkę nieistniejącej władzy państwowej. Przy 4. batalionie na przykład funkcjonował polski sąd, w którym zasiadała zawodowa prawniczka. Orzekał on zarówno w sprawach karnych, jak i rozstrzygał spory cywilne.
Do ważniejszych akcji partyzanckich należały:
Obwód (potem Ośrodek) Szczuczyn (teren działania Zgrupowania Zachód)
- opanowanie miejscowości Ostryna jesienią 1942 r.,
- spalenie biur Arbeitsamtu w Szczuczynie i w Ostrynie w grudniu 1942,
- zlikwidowanie załogi stacji kolejowej Różanka i zniszczenie urządzeń stacyjnych 15 maja 1943,
- odbicie w grudniu 1943 r. 26 więźniów przewożonych z Wasiliszek do Lidy.

W 1944 r., po wyruszeniu w pole 7. batalionu: 
- rozbicie niemieckiej kolumny koło wsi Szpilki,
- akcje bojowe w Lucjanowie (24.03), Kamiennym Charcie (26.03), lesie Narcze (13.04), Juchnowiczach (22.04), miasteczku Rudowo;
- nieudana próba zlikwidowania niemieckiej placówki w Szczuczynie 29 kwietnia 1944 r.,
- rozpoczęta w maju 1944 r. likwidacja placówek niemieckich na granicy z Bierzik Białystok, m.in. w Kaszetach, Sumach, Jachnowiczach, Puchaczach i Kazimierówce,
- atak na strażnicę niemiecką w miejscowości Jewłasze 16 czerwca 1944 r., w którym poległ Jan Piwnik (ps. „Ponury”).

Ośrodek Lida (teren działania zgrupowań Północ i Nadniemeńskiego) 
- zdobycie Stützpunktu w Horodnie 11 stycznia 1944 r.,
- uwolnienie aresztowanych w grudniu 1943 r. członków podziemia z więzienia w Lidzie (18 stycznia 1944 r.[1]) oraz wykonanie wyroków na większości osób odpowiedzialnych za te aresztowania,
- opanowanie posterunków żandarmerii w Subotnikach i miejscowości Żyrmuny w marcu 1944 r.,
- likwidacja oddziału Todta w Lidzie (wiosna 1944 r.),
- rozbicie ukraińsko-niemieckiego oddziału w starciu pod Sucharami przez 1 kompanię 1 batalionu 77 pp,
- zdobycie Radunia i wymienienie wziętych do niewoli 24 żołnierzy niemieckich na 100 aresztowanych Polaków 20 maja 1944 r.,
- rozbicie niemieckiego batalionu w Podwaryszkach 30 czerwca 1944 r.,
- zlikwidowanie 6 strażnic granicznych na odcinku od Kropiwszczyzny do miasteczka Krukle w czerwcu 1944 r.
- zdobycie zasobów około 500 mln marek Banku Białoruskiego w Lidzie przez 77 pp.

Ośrodek Iwje (teren działania Zgrupowania Wschód)
- opanowanie miejscowości Lipniszki i zlikwidowanie tamtejszego posterunku żandarmerii latem 1943 r.,
- opanowanie Juraciszek (początek jesieni 1943 r.),
- stała blokada miasteczka Iwje,
- akcje dywersyjne na linii kolejowej Lida – Mołodeczno,
- bitwa pod Trabami w lipcu 1944 r. (trzy kolumny niemieckie, które weszły na teren ośrodka liczyły łącznie 2 bataliony i 4 kompanii piechoty).

Ośrodek Nowogródek
Pochodzący stąd 8. batalion walczył w składzie Zgrupowania Nadniemeńskiego i przeprowadził na terenie macierzystego ośrodka tylko jedną akcję – nieudany, na skutek rozpoczęcia działań przed przybyciem sił głównych, atak na miasteczko Wsielub (prawdopodobnie 7.06.1944 r.), w czasie którego poległ dowódca batalionu, ppor. Tadeusz Mossakowski (ps. „Jastrzębiec”).
Ośrodek Stołpce (teren działania Zgrupowania Stołpeckiego):
- atak na Iwieniec, gdzie przetrzymywano 80 aresztowanych żołnierzy podziemia 4 (według innych źródeł 19) czerwca 1943 r.,
- wydostanie się z obławy niemieckiej w Puszczy Nalibockiej, w połowie lipca 1943 r.,
- akcje na Zasule oraz na miasteczko Mir.

## Akcje dywersyjne
Głównym celem ataków dywersyjnych na terenie okręgu były szlaki komunikacyjne, przede wszystkim silnie bronione, prowadzące ze wschodu na zachód linie kolejowe: Wołkowysk – Lida – Mołodeczno i Brześć – Baranowicze – Mińsk. One też miały być głównym obiektem ataku w ramach realizacji planu „Burza”. Akcje na linię Wołkowysk – Lida – Mołodeczno podejmowały działające w tym rejonie oddziały partyzanckie, zwłaszcza na terenie zgrupowań Zachód (atak na stację Różanka 15 maja 1943 r.) i Wschód, czyli ośrodków Iwje i Sczuczyn.
Ważna linia Brześć – Baranowicze – Mińsk przebiegała w południowej części okręgu, gdzie nie było polskich oddziałów partyzanckich. Istniała jednak silna siatka konspiracyjna przeprowadzająca regularne ataki dywersyjne, głównie na terenie Ośrodka Baranowicze. Raz w miesiącu odcinany był cały węzeł Baranowicki. Rzadziej przeprowadzane były akcje na terenie powiatu (i ośrodka) nieświeskiego. Nie udało się natomiast utworzyć, mimo nacisków Komendy Głównej AK, ośrodka w Byteniu, którego zadaniem byłoby w trakcie realizacji planu „Burza” zniszczenie mostu na tej linii (jednego z dwóch znajdujących się na terenie Okręgu Nowogródek).

## Stosunki z partyzantką radziecką. Porozumienia z Niemcami
Rozkazy Komendy Głównej AK jednoznacznie nakazywały nawiązywanie współpracy z partyzantką radziecką. Współpraca taka była podejmowana, napotykała jednak na poważne przeszkody. Oddziały polskie nieuchronnie wchodziły w konflikt z partyzantką radziecką stając w obronie polskiej ludności. Same również były obiektem ataków.

### Rozbrojenie Zgrupowania Stołpeckiego
Największe zgrupowanie partyzantki radzieckiej znajdowało się w Puszczy Nalibockiej (ok. 10 tys.). Utrzymanie jednostek polskich na tym terenie ważne było ze względu na przebiegającą w pobliżu linię kolejową Brześć – Baranowicze – Mińsk – plan „Burza” dla okręgu przewidywał zniszczenie mostów na Niemnie znajdujących się w Stołpcach. Kontakty działającego tu Zgrupowania Stołpeckiego z partyzantami radzieckimi były początkowo luźne, ale częste. W porozumieniu z nimi wybrane zostało główne miejsce postoju polskich oddziałów – Drywiezna.
Uzgodniono także współdziałanie wobec pierwszego poważnego zagrożenia – wielkiej niemieckiej obławy, która miała miejsce w lipcu 1943 r. Wojska polskie zamykać miały główny trakt na Nowogródek, Rosjanie obsadzili skrzydła północne i południowe. Polacy odparli atak, ale zagroziło im oblężenie, ponieważ partyzanci radzieccy zostali zepchnięci (a według niektórych historyków wycofali się) ze swoich pozycji. Ostatecznie oddziały polskie wymknęły się, chociaż z dużymi stratami, z obławy.
Stosunki z partyzantką radziecką zaostrzały się. W końcu listopada Rosjanie donieśli dowództwu zgrupowania o zbrojnej utarczce w miejscowości Dubniki, a następnie uparcie (i bezskutecznie) żądali wydania w ich ręce dowodzącego wówczas polskim oddziałem chor. Zdzisława Nurkiewicza (ps. „Noc”).
Kolejną akcją strony radzieckiej było doniesienie Polakom o planowanej przez Niemców akcji na Puszczę Nalibocką. 1 grudnia 1943 r., podczas odprawy, na której miano ustalić zasady współdziałania wobec wspólnego zagrożenia, Rosjanie aresztowali oficerów polskiej delegacji: dowódcę zgrupowania Wacława Pełkę (ps. „Wacław”), ppor. Walentego Parchimowicza (ps. „Waldan”), por. Ezechiela Łosia (ps. „Ikwa”), ppor. Juliusza Borowickiego (ps. „Klin”) – odpowiedzialnego za propagandę, por. Kaspra Miłaszewskiego (ps. „Lewald”), ks. kapelana Mieczysława Suwałę (ps. „Oro”). Następnie rozbroili część oddziału stacjonującą w Drywieźnie (ok. 400 ludzi). Stawiających opór zastrzelono, pięciu oficerów przewieziono samolotem do Moskwy.
Akcja ta, jak wykazał dokument znaleziony kilka dni później przy zwłokach jednego z radzieckich komisarzy, nie była przypadkowa. Wykonano ją na rozkaz naczelnika Głównego Sztabu Ruchu Partyzanckiego przy kwaterze Naczelnego Dowództwa Czerwonej Armii i sztabu Okręgu Baranowickiego, zgodnie z uchwałą plenum komitetu Centralnego Komunistycznej Partii (b) Białorusi z dnia 22 czerwca 1943 r. nakazującą likwidację „wszystkimi sposobami” polskich oddziałów partyzanckich na terenach na wschód od Bugu i włączanie ludności narodowości polskiej do partyzanckich oddziałów sowieckich.
Ocalały oddziały znajdujące się w terenie, m.in. Adolfa Pilcha (ps. „Góra”) i chor. Zdzisława Nurkiewicza (ps. „Noc”). Do nich zwróciła się za pośrednictwem sołtysa żandarmeria z Rakowa, proponując pakt o nieagresji oraz dostawę broni i amunicji. Pilch, nowy dowódca zgrupowania, stojąc przed zadaniem odbudowania oddziału i zagrożony przez partyzantów radzieckich, wyraził zgodę. KG AK, która dowiedziała się o tej sprawie na przełomie grudnia i stycznia, nakazała natychmiastowe przerwanie współpracy. Prawdopodobnie pakt o nieagresji z Niemcami istniał nadal, bo do końca czerwca 1944 r. Zgrupowanie nie stoczyło z nimi ani jednej potyczki. Zgodnie z rozkazami nie podejmowało działań zaczepnych w stosunku do partyzantki radzieckiej, wielokrotnie jednak walczyło w obronie własnej lub w obronie ludności cywilnej. (Więcej w haśle: Zgrupowanie Stołpeckie AK).

### Zgrupowanie Nadniemeńskie. Sprawa „Lecha”
Po rozbiciu Zgrupowania Stołpeckiego i własnych doświadczeniach z partyzantką radziecką, a zwłaszcza po ujawnieniu rozkazu o programowym likwidowaniu polskiej partyzantki, wiarę w możliwość współpracy stracił także dowódca Zgrupowania Nadniemeńskiego, por. Józef Świda (ps. „Lech”). Nawiązał on (prawdopodobnie w styczniu 1944 r.) porozumienie z Niemcami przyjmując od nich transporty broni i uzgadniając pakt o nieagresji, o czym powiadomił dowódców i żołnierzy podległych sobie jednostek. Jednocześnie naciskał sztab okręgu w sprawie zmiany strategii wobec partyzantki radzieckiej. Poczynania jego, w tym niewzięcie udziału w akcji uwalniania więźniów z więzienia w Lidzie 18 stycznia 1944 r. oraz przetrzymywanie na terenie zgrupowania przedstawiciela władz okręgu, spowodowały oskarżenie go o bunt. Po tym, jak otwarcie, bo na piśmie, odmówił wykonania rozkazu przyjaznego traktowania partyzantki radzieckiej, władze okręgu postawiły go przed sądem.
Rozprawa odbyła się między 10 a 12 marca 1944 r. (rozbieżne świadectwa), prawdopodobnie we wsi Szlachtowszczyzna w okolicy Wasiliszek. „Lech” stawił się na rozprawę, pozwolił rozbroić i przyjął wyrok. Został skazany na karę śmierci. Maciej Kalenkiewicz (ps. „Kotwicz”), pełnomocnik KG, zatwierdził wyrok wprowadzając jednak klauzulę o zawieszeniu jego wykonania do końca wojny i prawie do rehabilitacji na polu walki w innym terenie. Sprawa „Lecha” wzbudza wiele kontrowersji wśród historyków – według niektórych hipotez o porozumieniu przez niego zawartym wiedziały władze okręgu, a surowy wyrok, jaki na niego wydano, miał je oczyścić w oczach Komendy Głównej, która absolutnie żadnej współpracy z Niemcami nie dopuszczała (więcej w haśle: Józef Świda).
Po wyjeździe „Lecha” zgrupowanie, pod dowództwem Kalenkiewicza, stoczyło kilkanaście walk i potyczek, w tym także z partyzantką radziecką. Ze statystyki wynika, że od 1 stycznia do końca lipca 1944 r. na terenie całego okręgu miały miejsce 102 potyczki z Niemcami (55%), 83 z partyzantami radzieckimi i bandami (45%).

## Okręg Nowogródek w operacji Ostra Brama

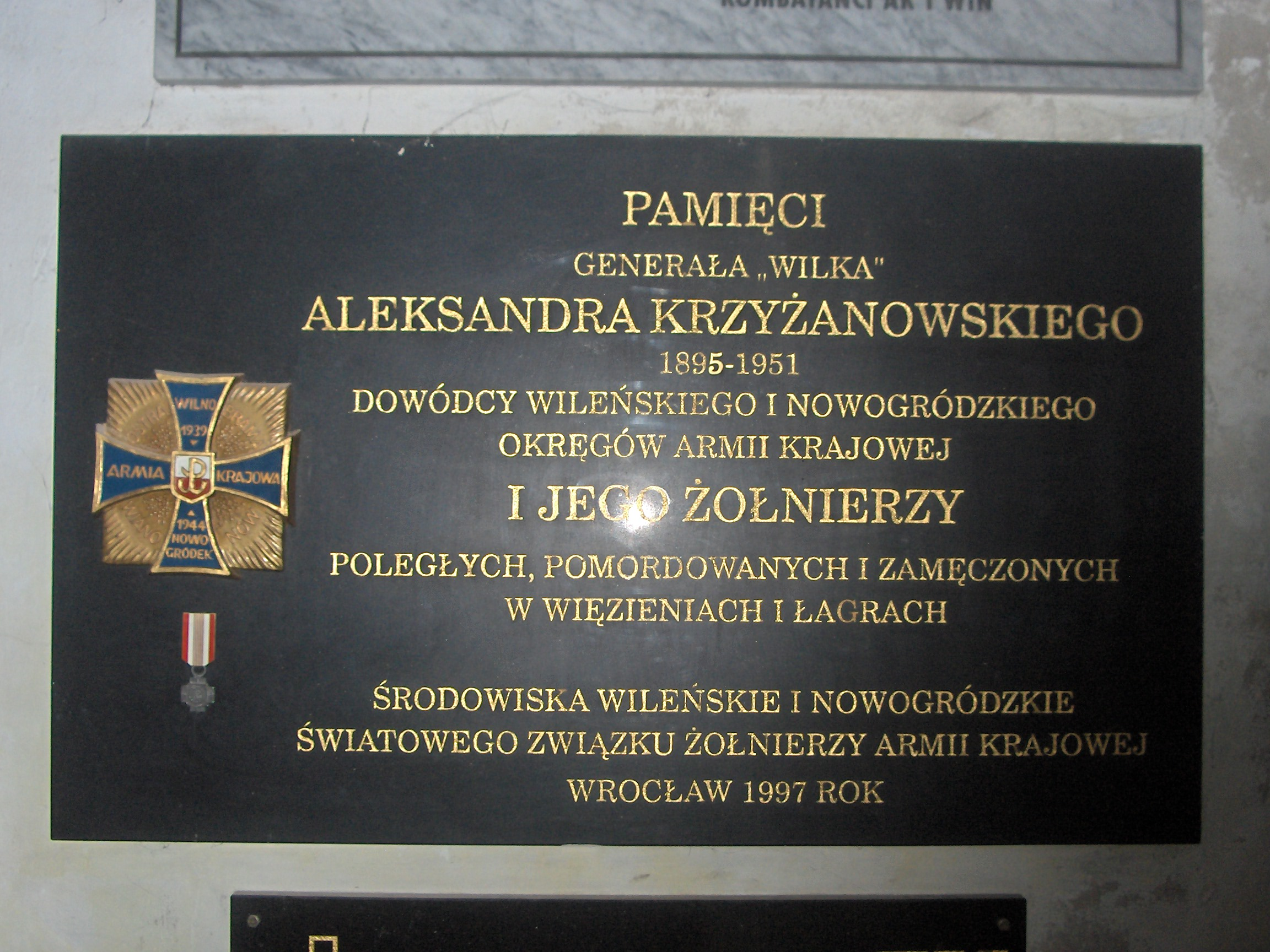
Tablica pamiątkowa ku czci gen. Aleksandra Krzyżanowskiego „Wilka” oraz jego podkomendnych z AK (bazylika św. Elżbiety we Wrocławiu).

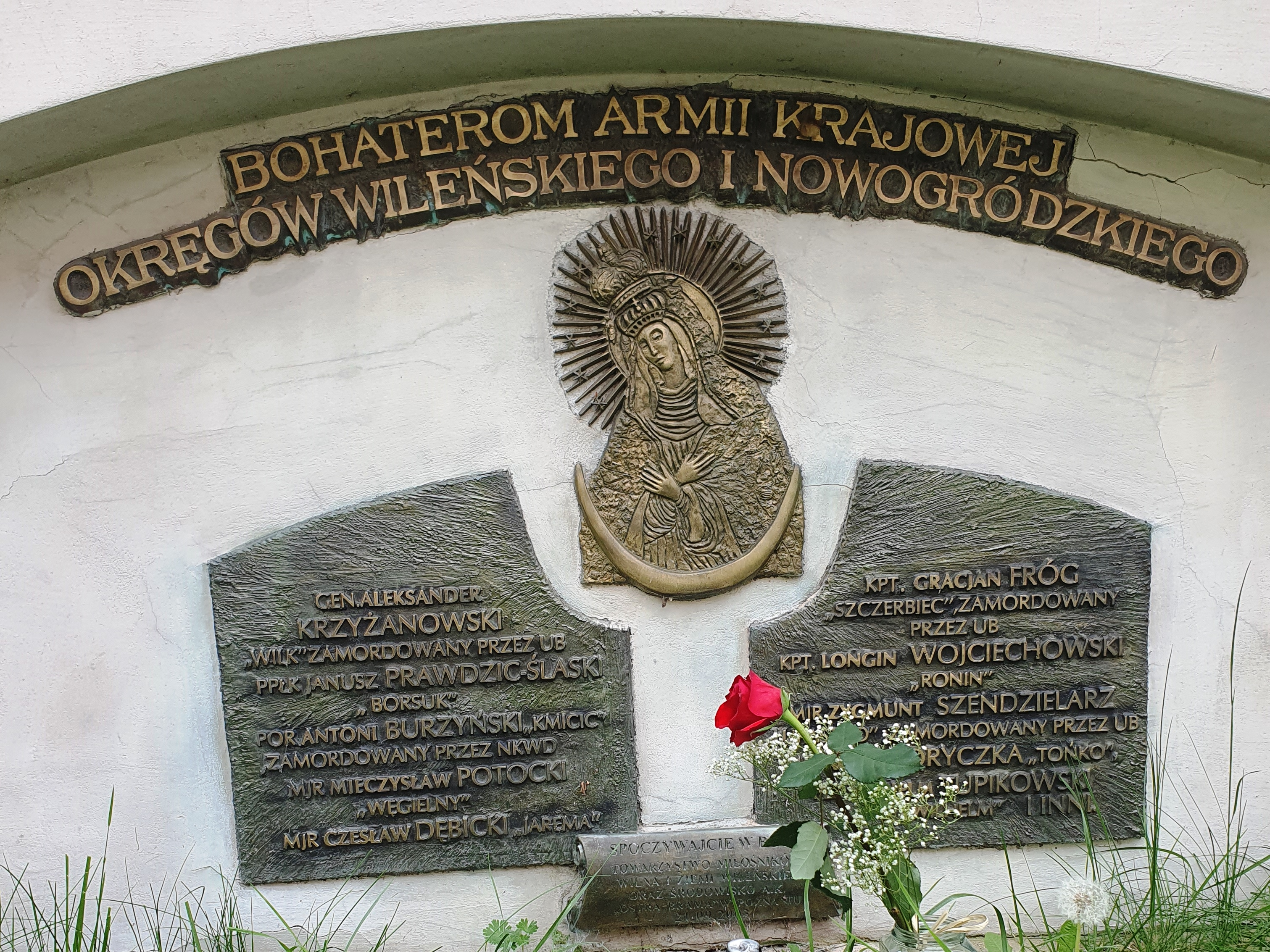
Tablica upamiętniająca bohaterów okręgu wileńskiego i nowogródzkiego AK na dziedzińcu kościoła św. Wojciecha w Poznaniu

12 czerwca 1944 r. zatwierdzono plan operacji „Ostra Brama”. Informację o tym otrzymali komendanci okręgów na odprawach w Warszawie. Jednocześnie Okręg Nowogródek został podporządkowany płk. Aleksandrowi Krzyżanowskiemu (ps. „Wilk”), komendantowi Okręgu Wilno. Komendant okręgu i szef sztabu zostali odwołani ze stanowisk. Nowym komendantem, Podokręgu Nowogródek, został od 26 czerwca 1944 r. ppłk Adam Szydłowski (ps. „Poleszczuk”), a szefem sztabu kpt. dypl. Ludwik Fortuna (ps. „Siła”), obaj cichociemni.
Oficerowie Okręgu Nowogródek zapoznali się z planem akcji 17 czerwca, na odprawie, która odbyła się po pogrzebie Jana Piwnika (ps. „Ponury”). Zreferował go jeden z jego twórców i propagatorów: Maciej Kalenkiewicz (ps. „Kotwicz”), dowódca Zgrupowania Nadniemeńskiego.
Wobec szybkich zmian sytuacji na froncie termin ataku został przesunięty z 10 na 7 lipca (godz. 23.00). 5 lipca przesunięto go po raz kolejny – miał się rozpocząć w nocy z 6 na 7 lipca. Informacja o tej decyzji nie dotarła do wszystkich oddziałów, nie wiedział o niej między innymi wyznaczony na dowódcę natarcia, komendant Okręgu Nowogródek, ppłk Adam Szydłowski (ps. „Poleszczuk”).
7. i 2. batalion, przy których byli zdymisjonowani komendant i szef sztabu, nie zdążyły pod Wilno. „Prawdzic” tłumaczył opóźnienie koniecznością załatwienia spraw administracyjnych, dowódca 2. batalionu, por. Jan Borysewicz (ps. „Krysia”) miał się przyznać po wojnie do niewykonania rozkazu. Przyczyną była niechęć do ujawnienia i niewiara w możliwość współpracy z Armią Czerwoną. Nie wzięły też udziału w operacji Ostra Brama: 4. batalion, jedna z kompanii 5. batalionu, wraz z jego dowódcą, kpt. Bolesławem Wasilewskim (ps. „Bustromiak”), 8. batalion oraz Zgrupowanie Stołpeckie. Akcja podjęta w końcu czerwca przez część sił Zgrupowania Nadniemeńskiego pod dowództwem Macieja Kalenkiewicza, mająca umożliwić Zgrupowaniu Stołpeckiemu przebicie się do Wilna, nie powiodła się. 3 lipca, zgrupowanie to, znajdujące się na bezpośrednim zapleczu frontu, zaczęło się wycofywać na zachód. Jego dowódca twierdził, że rozkazu o koncentracji nie otrzymało. 8. batalion, liczący ok. 200 ludzi, miał za zadanie utrzymanie przepraw na Niemnie w rejonie Dokudowa.
Od początku nie były wyznaczone do walk w Wilnie oddziały wystawione przez ośrodki Baranowicze i Nieśwież (ok. 1200 ludzi). W czasie operacji Ostra Brama prowadziły one działania na autostradzie Słuck-Brześć. Meldunki o tych walkach nie docierały do sztabu okręgu.
Ostatecznie w walkach o Wilno wzięły udział następujące jednostki Okręgu Nowogródek:
- W składzie Zgrupowania I:
  - 3. batalion 77. Pułku Piechoty pod dowództwem Bolesława Piaseckiego (ps. „Sablewski”)
  - 5. batalion 77. Pułku Piechoty pod dowództwem Jana Bobina (ps. „Kalina”)
- W składzie Zgrupowania III:
  - 1. batalion 77. Pułku Piechoty pod dowództwem kpt. Władysława Żogło (ps. „Zych”)
  - 6. batalion 77. Pułku Piechoty pod dowództwem kpt. Stanisława Dedelisa (ps. „Pal”)

## Po wkroczeniu Armii Czerwonej
Bataliony 7. i 2., które zatrzymały się na skraju Puszczy Rudnickiej, dołączyły 8 lipca 1944 r. do 1. Moskiewskiej Dywizji Gwardii i razem z nią przesunęły się w okolice Puszczy Grodzieńskiej. Po otrzymaniu rozkazu płk. Krzyżanowskiego o koncentracji w rejonie Turgiel, zawróciły. Prawie wszystkie oddziały nowogródzkie wzięły udział w tej koncentracji, czekając na wynik rozmów między sztabem połączonych okręgów a przedstawicielami Armii Czerwonej. Przygotowywano reorganizację oddziałów, które, jak wynikało ze wstępnych ustaleń, walczyć będą u boku Armii Radzieckiej jako jeden z pułków odtworzonej 19. Dywizji Piechoty (dowodzonej przez Adama Szydłowskiego), będącej częścią samodzielnego polskiego korpusu.
17 lipca ok. godz. 9.00 Rosjanie aresztowali płk. Krzyżanowskiego. Tego samego dnia ok. godziny 17 aresztowany został także ppłk. Szydłowski. Nie wiedzieli o tym oficerowie zwołani na odprawę do Bogusz. Także oni zostali rozbrojeni i aresztowani. Spośród oficerów Podokręgu Nowogródek udział w odprawie wziął tylko szef sztabu, kpt. Ludwik Fortuna (ps. „Siła”).
Dowództwo połączonych okręgów przejął ppłk. Zygmunt Blumski (ps. „Strychański”), dotychczasowy szef Oddziału III Operacyjnego sztabu Okręgu Wilno), który nakazał przemarsz do Puszczy Rudnickiej. Wyznaczył ppłk. Janusza Prawdzica-Szlaskiego na komendanta sił nowogródzkich. W Puszczy Rudnickiej dowódcy ocalałych oddziałów, okrążanych przez Armię Czerwoną i zasypywanych ulotkami wzywającymi do złożenia broni, musieli podjąć decyzję o dalszych krokach. Ostatecznie rozwiązano oddziały (prawdopodobnie 19 lipca). Bolesław Piasecki i pochodzący z Polski centralnej żołnierze jego batalionu przedarli się na zachód. W tym samym kierunku odszedł także Janusz Prawdzic-Szlaski wraz z otoczeniem. Miejscowi żołnierze w przeważającej większości rozeszli się do domów, część została internowana w Miednikach (ok. 5-7 tys.), skąd ci, którzy nie uciekli, zostali wywiezieni do Kaługi (ok. 4 tys.). Większość na przełomie 1945/46 r. wróciła do Polski.
W Puszczy Rudnickiej pozostał Maciej Kalenkiewicz, który zdecydował, że będzie kontynuował działalność partyzancką na terenach wschodnich. Początkowo pozostało z nim ok. 1000 żołnierzy, ale zdecydowano o zmniejszeniu oddziału do 100 osób. Oddział ten opuścił Puszczę Rudnicką i przeniósł się w okolice Puszczy Grodzieńskiej.
Janusz Prawdzic-Szlaski przekazał przed odejściem dowodzenie okręgiem Stanisławowi Sędziakowi. Działalność konspiracyjną kontynuował także Czesław Zgorzelski (ps. „Zbigniew”) z BiP-u, wydając wspólnie z Janem Borysewiczem (ps. „Krysia”) odezwę do ludności informującą o kontynuowaniu przez Armię Krajową działalności na tych terenach. 5 sierpnia Sędziak zredagował kilka depesz do KG informujących o sytuacji w okręgu (zostały nadane 12 sierpnia). Tego samego dnia przekazał Kalenkiewiczowi dowództwo okręgu. 5 lub 6 sierpnia odbyła się w Skirejkach odprawa ocalałych oficerów okręgu, po której nowy komendant wydał odezwę-rozkaz organizujący siły okręgu w dwa zgrupowania: północne pod dowództwem Jana Borysewicza i południowe pod dowództwem Stanisława Szabuni. Kolejna odprawa odbyła się 10 sierpnia w Stajach i wzięli w niej udział także dowódcy obecnych na tym terenie oddziałów wileńskich. (Nowogródek nadal uznawał swoją podległość wobec Wilna). Wspólne ustalenia dotyczyły utworzenia w okolicy Puszczy Grodzieńskiej głównej bazy sił AK oraz podjęcia wysiłków, by zainteresować aliantów sytuacją na Kresach wschodnich. Złudzenia, co do możliwości przyjazdu na ten teren misji alianckiej, rozwiała depesza KG nadana 17 sierpnia. Nakazywała ona ponadto przejście do podziemia, unikanie walk z Armią Czerwoną i sabotowanie poboru do wojska.
Depeszą nadaną 18 sierpnia KG oficjalnie mianowała Macieja Kalenkiewicza komendantem podokręgu, awansując go jednocześnie do stopnia podpułkownika. Depesza ta nie dotarła do adresata. Poległ on 21 sierpnia 1944 r. w Surkontach, gdzie batalion radziecki zaatakował 72 osobowy oddział polski. Poległo, lub zostało dobitych po zakończeniu bitwy, 36 Polaków. Sowieci aresztowali też sanitariuszkę, jednego z rannych (zmarł po trzech dniach), a na drugi dzień szyfrantkę, która wróciła na pole bitwy.
Funkcję komendanta okręgu objął, zgodnie z wcześniejszymi ustaleniami, Stanisław Sędziak, który, ostrzeżony o obecności NKWD, nie dotarł do Surkont. 29 sierpnia KG wysłała depeszę wyznaczającą go p.o. komendanta podokręgu. Zrekonstruował on Komendę Okręgu, uporządkował łączność i działalność Wojskowych Sądów Specjalnych. 8 września Okręg stracił radiostację (która obsługiwała także Okręg Wilno) – odtąd łączność z KG utrzymywano przez kurierów i radiostację Okręgu Białystok. Działalność konspiracyjna wobec rozbudowanej sieci agentów i nasilonych działań represyjnych ze strony NKWD, była bardzo trudna. W listopadzie do Polski centralnej musiał się ewakuować całkowicie zdekonspirowany Sędziak. Jego funkcję przejął Jan Skorb (ps. „Puszczyk”). 19 stycznia 1945 r. Armia Krajowa została rozwiązana, jednak na terenie Okręgu Nowogródek jej struktury funkcjonowały nadal. Wiosną – zimą 1945 r. dojrzała decyzja o ewakuowaniu sił okręgów Wilno i Nowogródek do Polski centralnej. Akcję tę rozpoczął Jan Skorb, a kontynuował po jego wyjeździe Ludwik Nienartowicz (ps. „Mazepa”). Trwała ona do listopada 1945 r.
Mimo akcji ewakuacyjnej pozostały na Nowogródczyźnie ośrodki zbrojnego oporu. Do 1949 r. działała siatka konspiracyjna i jednostki samoobrony zorganizowane przez ppor. Anatola Radziwonika ps. „Olech”, byłego komendanta połączonych ośrodków Szczuczyn i Lida. Drobne grupy partyzanckie działały aż do 1953 r.